# Kvitkove, Ivanivka
Kvitkove (în ucraineană Квіткове) este un sat în comuna Balașove din raionul Ivanivka, regiunea Herson, Ucraina.

## Demografie
Componența lingvistică a localității Kvitkove
     Ucraineană (90,48%)
     Rusă (7,94%)
Conform recensământului din 2001, majoritatea populației localității Kvitkove era vorbitoare de ucraineană (90,48%), existând în minoritate și vorbitori de rusă (7,94%).